# Gymnocalycium leeanum
El cacto Gymnocalycium leeanum (W.J.Hooker, 1812) es una especie del género Gymnocalycium en la familia cactaceae originario de Uruguay y del noreste de Argentina.

## Descripción
Es una planta de tallo globoso deprimido, verde azulado, de 8 cm de diámetro, generalmente amacolla. Tiene 15 costillas, a veces más, divididas entre seis tubérculos por lado. Una espina central, a veces ausente, erecta, derecha; aprox. 11 espinas radiales, encurvadas, aplanadas sobre la superficie del tallo, de 12 mm de largo. Flores amarillentas de 4 a 6 cm de diámetro.

## Cultivo
Se multiplica mediante semillas.

## Observaciones
Contiene varios alcaloides. Temperatura media mínima 10 °C. Sol moderado. Buen riego en verano, seco en invierno.

## Taxonomía

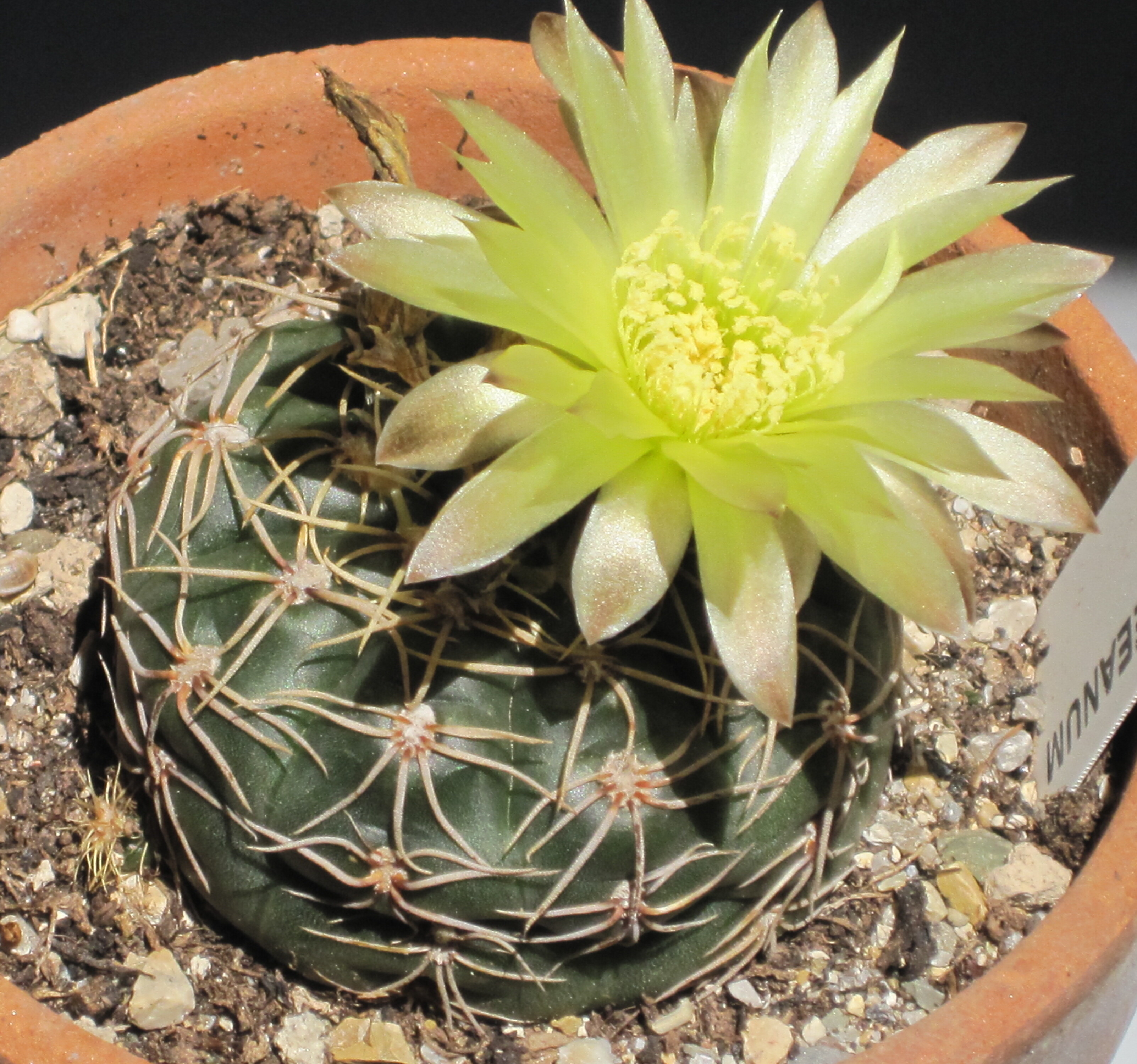
Detalle de la planta en flor

Gymnocalycium leeanum fue descrita por (Hook.) Britton & Rose y publicado en The Cactaceae; descriptions and illustrations of plants of the cactus family 3: 154, f. 164. 1922.
Etimología
Gymnocalycium: nombre genérico que deriva del griego,  γυμνός (gymnos) para "desnudo" y κάλυξ ( kalyx ) para "cáliz" = "cáliz desnudo", donde refiere a que los brotes florales no tienen ni pelos ni espinas.
leeanum epíteto